# Festuca idahoensis
Espèce
Classification phylogénétique
Festuca idahoensis ou fétuque d'Idaho est une espèce d'herbe de la famille des Poaceae.

## Habitat
Festuca idahoensis est présente dans la partie occidentale de l'Amérique du Nord. Elle supporte de nombreux types de milieux qu'il s'agisse de près ou de zones recouvertes de forêts.

## Description
Il s'agit d'une plante vivace en touffe qui peut atteindre 30 à 80 centimètres de hauteur.Ses feuilles, courtes et enroulées, sont situées à la base de la plante. Les inflorescences sont formées d'épillets mesurant chacun quelques millimètres. La plante se reproduit par semences et par tallage.
L'herbe est adaptée pour l'élevage du bétail.